# Историја Туркменистана
Историја Туркменистана је традиционално почела доласком индоевропских иранских племена око 2000. године пре нове ере. Рана племена су била номадска или полуномадска због сушних услова у региону, што је спречавало широко усвајање пољопривреде. Степска култура у централној Азији била је продужетак већег евроазијског низа култура коња које су обухватале читав спектар језичких породица, укључујући индоевропске и турко-монголске групе. Нека од познатих раних иранских племена укључивала су Масагате, Ските/Саке и ране Согдијце, који су највероватније били претходници Хорезмијана. Туркменистан је био пролазна тачка за бројне миграције и инвазије племена, која су гравитирала према насељеним регионима на југу, укључујући древну Месопотамију, Елам и цивилизацију долине Инда.
Писана историја региона почиње освајањем региона од стране Ахеменидског царства древног Ирана, пошто је регион био подељен између сатрапа из Маргијане, Хорезмије и Партије. Каснији освајачи су били Александар Велики, Парни, Хефталити, ирански Хуни, Гоктурци, Сармати и сасанидски Иранци. Током ове ране фазе историје, већина становника Туркменистана били су присталице зороастризма и будизма, а регионом су углавном доминирали ирански народи. Ови упади и епохе, иако пресудни, нису обликовали историју региона као инвазије две касније инвазионе групе: Арапа и Турака Огуза. Огромна већина становника прешла је у ханифизам, док су Огузи донели почетке туркменског језика који је доминирао овим подручјем. Турски период је био време културног спајања и раста, пошто су се исламске традиције које су донели Арапи спојиле са локалним иранским културама, а град Мерв је постао центар трговине, науке и иновација, будући да је био утицајна престоница неколико исламских калифата. Културни пејзаж Туркменистана додатно су изменили турски освајачи и владари као што су Селџуци. Џингис-кан и монголске инвазије су опустошиле регион током касног средњег века, али њихово држање над овим подручјем било је прелазног карактера јер су се Тимур Ленк и Узбеци касније оспорили.
Модерни Туркменистан је радикално трансформисан инвазијом Руске империје, која је освојила и припојила регион крајем 19. века. Касније, Октобарска револуција 1917. ће коначно трансформисати Туркменистан из исламског и номадског племенског друштва у индустријализовану и урбанизовану лењинистичку социјалистичку републику током совјетске ере. Независност је дошла 1991. године, када се Сапармурат Нијазов, бивши члан локалног огранка КПСС, прогласио доживотним председником, узевши титулу Туркменбаши, такође познат као вођа Туркмена, и трансформисао нови независни Туркменистан у тоталитарну конзервативну диктатуру под његовом апсолутном влашћу. Туркменистан до сада није био у стању да се значајно демократизује, за разлику од већине других бивших совјетских република, а Нијазов је владао земљом све до своје смрти 21. децембра 2006. године. Наследио га је Гурбангули Бердимухамедов на изборима лишеним смислене политичке конкуренције и опозиције , а Бердимухамедов је преокренуо многе Нијазовљеве политике које су сматране ексцентричним, укључујући Нијазовљев свеобухватни култ личности и скоро потпуну међународну и социоекономску изолацију земље, доношењем неколико економских реформи и ограниченим потезима ка вишепартијском систему, иако је свака странка била заступљена у законодавно тело је било под директним надзором режима, а отворено неслагање против владе и даље је било суочено са широко распрострањеном репресијом. Гурбангулија Бердимухамедова је касније наследио његов син Сердар Бердимухамедов након што се повукао са политичке функције у марту 2022, успостављајући де факто политичку династију.

## Античка историја
Оскудни остаци указују на рана људска насеља источно од Каспијског мора, вероватно укључујући неандерталце, иако је археологија региона у целини недовољно истражена. Налази из бронзаног и гвозденог доба потврђују вероватноћу напредних цивилизација у овој области, укључујући налазе повезане са друштвом познатим научницима као Бактрија-Маргијана археолошки комплекс (БМАЦ) – у близини модерних градова Мари (раније Мерв), Дјеитун и Гонур Тепе.
До 2000. п. н. е., индоевропски народи су се населили широм региона. Већи део данашњег Туркменистана окупирала су друштва повезана са БМАЦ-ом и Дахае (такође познати као Даае, Даха, Даои и слични називи) – племенска конфедерација која се налазила одмах источно од Каспијског мора. Масагети и Скити су такође били присутни, одмах северно од БМАЦ-а и Дахае.
Александар Велики је освојио ову територију у 4. веку пре нове ере на путу ка Јужној Азији. Године 330. п. н. е., Александар је кренуо на север у Централну Азију и основао град Александрију близу реке Мургаб. Смештена на важном трговачком путу, Александрија је касније постала град Мерв. Рушевине Александровог античког града се још увек налазе и детаљно су истражене. После Александрове смрти, његово царство се брзо распало. Њиме су владали Селеукиди пре него што је сатрап Партије прогласио независност. Парти – жестоки, номадски ратници са севера Ирана – тада су основали краљевство Партију, које је покривало данашњи Туркменистан и Иран. Партски краљеви су владали својим доменом из града Нисе, области која се сада налази у близини данашње престонице Ашхабада, коју је основао Арсак I (владао око 250–211. п. н. е.), и која је наводно била краљевска некропола партских краљева, иако није утврђено да је тврђава у Ниси била краљевска резиденција нити маузолеј.
Ископавања у Ниси открила су значајне зграде, маузолеје и светилишта, многа исписана документа и опљачкану ризницу. Откривена су многа хеленистичка уметничка дела, као и велики број ритона од слоноваче, спољних ивица украшених иранским темама или класичним митолошким сценама.
У периоду од 4. до раног 7. века Нове ере, кроз Мерв је пролазила прометна караванска рута, која је повезивала Кину династије Танг и град Багдад (у модерном Ираку). Тако је град Мерв представљао важну награду за сваког освајача.

## Арапска освајања и исламизација
Централна Азија је дошла под арапску контролу након низа инвазија крајем 7. и почетком 8. века и укључена је у исламски калифат подељен између провинција Мавара'ун Нахр и Хорасан. Арапско освајање донело је религију ислама свим народима централне Азије. Град Мерв су заузели поручници халифе Османа ибн Афана и конституисан је као главни град Хорасана. Користећи овај град као своју базу, Арапи, предвођени својим командантом Кутајбом ибн Муслимом, потчинили су Балх, Бухару, Фергану и Кашгарију и продрли у Кину све до провинције Гансу почетком 8. века.
Мерв је био у центру пажње у фебруару 748. када је Абу Муслим (умро 750.) прогласио нову династију Абасида у Мерву, и кренуо из града да освоји Иран и Ирак и успостави нову престоницу у Багдаду. Абу Муслима је чувени златар из Мерва изазвао да уради праву ствар и да не ратује са сународницима муслиманима. Златар је погубљен.
У другом делу 8. века Мерв је постао одводбојан атан исламској заједници као центар јеретичке пропаганде коју је проповедао ал-Мукана "Покривени пророк из Хорасана". Садашњим Туркменистаном су владали Тахириди између 821. и 873. Године 873. арапска владавина у Централној Азији је окончана као резултат освајања Сафарида. Током њихове владавине Мерв је, попут Самарканда и Бухаре, био једна од великих школа учења, а прослављени историчар Јакут је учио у његовим библиотекама. Мерв је произвео бројне научнике у различитим гранама знања, као што су исламско право, хадиси, историја, књижевност и слично. Неколико научника носи име: Марвази (المروزي) што их означава да потичу из Мерва. Али владавина Сафарида је била кратка и поражени су од Саманида 901. године. Династија Саманида је ослабила након друге половине 10. века и Газнавиди су заузели садашњи Туркменистан 990-их. Али, изазивали су Селџуке, дошљаке са севера. Одлучујућа победа Селџука над Газнавидима одвила се у садашњем Туркменистану, који им је припао 1041. године.

## Огушка племена
Порекло Туркмена може се пратити од Огуске конфедерације номадских пастирских племена раног средњег века, која су живела у данашњој Монголији и око Бајкалског језера у данашњем јужном Сибиру. Ова конфедерација је била састављена од народа који су говорили туркијски и који су чинили основу моћних степских империја у унутрашњој Азији. У другој половини 8. века, огузске компоненте су мигрирале кроз Џунгарију у централну Азију, а арапски извори су их лоцирали под појмом Гуз у области средње и доње Сирдарије у 8. веку. До 10. века, Огузи су се проширили западно и северно од Аралског мора и у степу данашњег Казахстана, апсорбујући не само Иранце већ и Туркијце из етнолингвистичких група Кипчака и Карлука. У 11. веку, познати муслимански турски учењак Махмуд ел Кашгари описао је језик Огуза и Туркмена као различит од језика других Туркијаца и идентификовао двадесет два огузска клана или подплемена, од којих се нека појављују у каснијим туркменским генеалогијама и легенде као срж раних Туркмена.
У старотуркијским натписима, постоје референце на неколико огуских група као што су једноставно Огузи, Уц-Огуз („три-Огузи“; могуће Карлуци),  Алти-Огуз („шест-Огуз“), Секиз-Огуз („осам -Огуз“), могуће *Отуз Огуз („Тридесет Огуза“) и Токуз Огуз који је повезан са Тиелеом („девет Огхуз“) (кинески: 九姓 Јиу Ксинг „Девет презимена“) у различитим областима у околини Алтајских планина. Упркос сличности имена, конфедерација Токуз Огуз, из које су произашли оснивачи Ујгурског каганата, разликовала се од трансоксанских Огуз Туркијаца који су касније основали државу Огуз Јабгу: на пример, Истахри и Мухаммад ибн Мухмад ел Тасри разликовали су Токуз Огуз и Огуз, а Ибн ал-Факих је поменуо "неверне Турк-Огузе, Токуз-Огузе и Карлуке" Упркос томе, Питер Голден примећује конфузију у натписима каснијих Плавих Туркијаца и Ујгура, где се Огуз очигледно односио на Токуз Огузе или другу племенску групу, који су такође носили назив Огузи без броја са префиксом; ова конфузија се такође огледала код  Шараф ел Замана ел Марвазија, који је навео 12 племена Огуза, којима је владао "Токуз Хакан" и од којих су неки били Токуз-Огузи, на граници Трансоксијане и Хорезма. Највише, Огузе је вероватно предводила језгра групе Токуз Огуз кланова или племена. Исто тако, Карлуци и Туркијци Огузи су били различити иако су обоје били познати као Туркмени у 11. веку; али много касније, политичар из Илканата Рашид ел Дин Хамадани у свом делу Џами ел таварих помиње Карлуке као део огуских (туркменских) племена.
Експанзија Огуза путем војних похода ишла је барем до реке Волге и Урала, али су географске границе њихове доминације варирале у степским областима које су се протезале северно и западно од Аралског мора. Извештаји арапских географа и путника приказују етничку групу Огуза као особу која нема централизовану власт и њоме управљају бројни „краљеви“ и „поглавице“. Због своје различите природе као државе и пространости својих домена, племена Огуза ретко су деловала заједно. Стога су до касног 10. века везе њихове конфедерације почеле да попуштају. У то време, вођа клана по имену Селџуци основао је династију и царство које је носило његово име на основу оних огуских елемената који су мигрирали на југ у данашњи Туркменистан и Иран. Селџучко царство је било са средиштем у Персији, из које су се групе Огуза прошириле у Азербејџан и Анадолију.
Након пада краљевства Плавих Туркијаца, племена Огуза су мигрирала у област Трансоксијане, у западном Туркестану, у савремени Казахстан и Киргистан. Ова земља је постала позната као "Огуска степа" која је област између Каспијског и Аралског мора. Ибн ел Атир, арапски историчар, изјавио је да су Туркијци Огузи дошли у Трансоксијану у периоду халифе Ел Махдија у годинама између 775. и 785. године. У периоду абасидског халифе Ел Мамуна (813- 833), у исламској историографији почиње да се појављује име Огуз. До 780. године нове ере источним деловима Сир Дарије владали су Туркијци Карлуци, а западним регионом (Огузска степа) владали су Туркијци Огузи.
Име Туркмени се први пут појављује у писаним изворима из 10. века како би се разликовале групе Огуза које су мигрирале на југ у Селџучке области и прихватиле ислам од оних које су остале у степи. Постепено, термин је попримио својства етнонима и коришћен је искључиво за означавање муслиманских Огуза, посебно оних који су мигрирали из басена Сир Дарје. До 13. века, термин Туркмен је у потпуности заменио ознаку Огуз. Порекло речи Туркмен остаје нејасно. Према популарним етимологијама старим од 11. века, реч потиче од Турк плус ирански елемент мананд, и значи „сличи на Турчина“. Са друге стране, савремени научници су предложили да елемент човек/мушкарци делује као интензификатор и превели су ту реч као „чисти Турчин“ или „највише Турчин од Турака“.

## Селџуци
У 11. веку, селџучки домени су се протезали од делте Аму Дарје до Ирана, Ирака, Кавказа, Сирије и Мале Азије. Године 1040. Турци Селџуци су прешли Окс са севера, и победивши Масуда, султана од Газнија, подигли су Тогрул Бега, унука Селџука, на трон Ирана, основавши династију Селџукида, са престоницом у Нишапуру. Млађи Тогрулов брат, Дауд, преузео је Мерв и Херат. Тогрула је наследио његов нећак Алп Арслан (Велики лав), који је сахрањен у Мерву. Отприлике у то време Мерв је достигао зенит своје славе. Године 1055. Селџучке снаге су ушле у Багдад, постајући господари исламског срца и важни покровитељи исламских институција. До ових побуна, туркменска племена су била саставни део војних снага Селџука. Туркмени су мигрирали са својим породицама и имовином током похода Селџука у Азербејџан и Анадолију, процес који је започео турцизацију ових области. За то време Туркмени су почели да насељавају и подручје данашњег Туркменистана. Пре насељавања Туркмена, већи део ове пустиње је био ненасељен, док су насељена подручја дуж Каспијског мора, планине Копет Даг, Аму Дарје и реке Мургаб (Мургаб Деријаси) била насељена претежно Иранцима. Град-држава Мерв је био посебно велико насељено и пољопривредно подручје, важно и као регионални економско-културни центар и као транзитно чвориште на Путу свиле. Последњи моћни селџучки владар, султан Ахмад Санџар (умро 1157), био је сведок распарчавања и уништења царства услед напада Туркмена и других племена. За време владавине султана Санџара или Синџара исте династије, средином 11. века, Мерв су преплавила туркијска племена Гуза са оне стране Оксуса. На крају је прешао под власт владара Хорезма (Хива). Након мешања са насељеним народима у Туркменистану, Огузи који живе северно од планина Копет-Даг постепено су постали познати као Туркмени.
Селџучко царство се распало у другој половини 12. века, а Туркмени су постали независна племенска федерација.

## Хорезмијска империја
У 10. веку, Огузи Туркмени су почели да играју водећу етничку улогу у Хорезму и постали су главна туркијска етничка група државе у наредних неколико векова, док је Хорезм био један од главни центрара формирања читавог туркменског народа.
Туркменска династија Ануштегинида из племена Огуз-Туркмен Бегдили, коју је основао Ануш-Тегин, владала је у Хорезму од 11. до 13. века, са Туркменима који су чинили главни етнички слој Хорезма до друге половине 19. века.
Од краја 11. века долази до постепеног ослобађања Хорезмијске империје од селџучког протектората и припајања нових земаља. Владар Хорезма, Кутб ад-Дин Мухамед I, узео је древну титулу Хорезмшаха 1097. године. После њега, на престо је ступио његов син Абу Музафар Ала ад-дин Атчиз (1127-1156). Његов син Таџ ад-Дин Ил-Арслан је 1157. године потпуно ослободио Хорезмијску империју од селџучког туторства.
Под Хорезмшахом Ала ад-Дин Текешом (1172-1200), Хорезмијска империја се претворила у огромно царство које је обухватало Персију и Централну Азију. Године 1194. војска Хорезмшаха је поразила војску последњег иранског Селџука Тогрул Бега и потврдила суверенитет Хорезма над Ираном; 1195. багдадски калиф Насир је поражен у бици над војском Хорезмшаха и признао је власт шаха Текеша над источним Ираком. Успешни походи на исток, против Кара Китаја, отварају Шаху Текешу пут ка Бухари. Текешов син Ала ад-Дин Мухамед II завршио је очево дело 1200-1220. године. Он преузима Самарканд и Отрар од Каракитана, шири своју власт на удаљени регион Газне у јужном Авганистану и потчињава западни Иран и Азербејџан.

## Монголи и Тимуриди
Године 1157. владавина династије Селџука је окончана у провинцији Хорасан. Туркијски владари Хиве преузели су контролу над подручјем Туркменистана, под титулом Хорезмшаха 1221. године. Централна Азија је претрпела катастрофалну инвазију монголских ратника који су преплавили регион из своје базе у источној Азији.
Под њиховим командантом, Џингис-каном, оснивачем Монголског царства, Монголи су освојили Хорезм и спалили град Мерв до темеља. Монголски вођа је наредио масакр над становницима Мерва, као и уништавање фарми у провинцији и наводњавања, што је ефективно окончало иранску доминацију у урбаним подручјима и пољопривредним заједницама Хорезма. Ове области су убрзо поново населили Туркмени који су преживели инвазију и повукли се на север у равнице Казахстана или на запад до обала Каспијског мора. Након поделе Монголског царства, садашњи Туркменистан је припао Чагатајском канату, осим што је крајњи јужни део припао Илканату.
Мале, полунезависне државе настале су под влашћу племенских поглавара у региону касније у 14. веку. Седамдесетих година 13. века, Амир Тимур (познат и као Тамерлан), један од највећих освајача у људској историји, још једном је заузео туркменске државе и успоставио краткотрајно Тимуридско царство, које је пропало након Тимурове смрти 1405. године, када су Туркмени поново постали независни.
У целини, 14. до 16. век је био период у коме је расељавање Туркмена услед монголских инвазија уступило место новим политичким групацијама које су постале племенске групе које су се наставиле до данашњих дана.
- Минарет Кутлуг Тимура
- Мозаични украс на куполи Турабек ханумовог маузолеја
- Маузолеј Наџм ед Дин ел Кубре
- Портал испред маузолеја Наџм ед Дин ел Кубре

## Туркменистан од 16. до 19. века
Историјски извори сугеришу да је велика племенска заједница под називом Салор конфедерација остала од првобитних племена Огуза до модерног доба. У касном 17. веку, конфедерација се распала и три виша племена су се преселила на исток, а затим на југ. Од ових племена, Јомуди су се поделили на источне и западне групе, а Теке су мигрирали у област Ахал близу планине Копет Даг и на крају у слив реке Мургаб. Друга племена Салора преселила су се у регион близу делте Аму Дарје и у друге делове данашњег југоисточног Туркменистана. Салор групе такође живе у Турској, Авганистану, Узбекистану и Кини.
Историја Туркменистана од 16. до 19. века углавном је позната по односима са државама Иран, Хива, Бухара и Авганистан. Ратови тог периода водили су се углавном у земљама Туркменистана. Инвазија кана Хиве, Абул Гази Бахадур Кана, од 1645. до 1663. године, изазвала је неке потешкоће Туркменима, заједно са утицајем суше која се догодила отприлике у истом периоду, већина Туркмена унутар каната се преселила у подручја око Ахала, Атрека, Мургаба и Тејена. У овом периоду, многа туркменска племена која живе око Аралског мора такође су мигрирала због притисака из Хивинског каната и Калмика, и мигрирала у Астрахан и Ставропољ на северном Кавказу.
Популарни епови попут Короглуа и других усмених предања формирали су се током овог периода који би се могао узети као почетак туркменске нације. Песници и мислиоци тог времена као што су Девлет Мехмед Азади и Магтимгули Пираги постали су глас за нацију у настајању, позивајући на јединство, братство и мир међу туркменским племенима. Магтимгули Пираги се у Туркменистану поштује као отац националне књижевности. Већи део садашњег Туркменистана био је подељен између каната Хиве и Бухаре, осим што су крајњи јужни делови предати Персији. Надер, шах од Персије, освојио га је 1740. године, али након његовог убиства 1747. године, Туркменске земље су поново заузели узбечки канати Хива и Бухара. Током 1830-их, Теке Туркмени, који су тада живели на реци Тејен, били су приморани од стране Персијанаца да мигрирају на север. Хива је оспорила напредовање Текија, али на крају, око 1856. године, ова друга је постала суверена сила јужних и југоисточних делова садашњег Туркменистана.

### Руска колонизација и Велика игра
У 18. веку туркоманска племена су дошла у контакт са Руским царством. Руска Империја је почела да се шири у ову област 1869. године оснивањем луке Красноводск на Каспијском мору, данашњи Туркменбаши. После потискивања Бухарског емирата (1868) и Хивског каната (1873), туркменска област је остала независна. Руси су одлучили да се преселе у Транскаспијску област, наводно да би покорили туркменску трговину робљем и разбојништво. Туркменске племенске групе биле су добављачи трговине робљем у Хиви и трговине робљем у Бухари, вршећи редовне нападе на робове зване аламан према руским и немачким насељеницима дуж Урала и персијским ходочасницима у Машаду, две категорије које су виђене као хришћани и шијити муслимани. као верски легитиман циљ за поробљавање у сунитској муслиманској Хиви и Бухари. Служење неких туркменских племена, посебно Јомута, за хиванског кана је такође подстакло Русију да их казни нападима на Хорезм, у којима су убијене стотине. Ови ратови су кулминисали у битци код Геоктепеа 1881. године, где је генерал Михаил Скобељев масакрирао 7.000 Туркмена у пустињској тврђави Геоктепе, близу модерног Ашхабада; још 8.000 је убијено покушавајући да побегне преко пустиње. У септембру те године, каџарски Иран је потписао Ахалски споразум са царском Русијом којим је званично призната територија која данас обухвата савремени Туркменистан као део Руске империје.
До 1894. године, царска Русија је преузела контролу над скоро целим Туркменистаном, осим око једног дела Коње-Ургенча у Хиви, а око дела Чарџуа у Емирату Бухара.
Транскаспијска железница је покренута са обала Каспијског мора 1879. како би се обезбедила руска контрола над регионом и обезбедила брза војна рута до авганистанске границе. Године 1885. руска анексија оазе Панђех, јужно од Мерва, на територији модерног Авганистана, изазвала је кризу, што је умало довело до рата са Британијом. пошто се мислило да Руси планирају да марширају на Херат у Авганистану. До 1898. године Транскаспија је била део Кавкаског генералног гувернера и под управом Тифлиса, али је те године постала област руског Туркестана и управљала се из Ташкента. Ипак, Туркестан је остао изолована колонијална испостава, са администрацијом која је сачувала многе карактеристичне карактеристике претходних исламских режима, укључујући кадијске судове и 'домаћу' администрацију која је пренела велику власт на локалне 'Аксакале' (Старешине). Године 1897. Транскаспијска железница је стигла до Ташкента, а коначно је 1906. отворена директна железничка веза са европском Русијом преко степе од Оренбурга до Ташкента. То је довело до тога да се много већи број словенских досељеника сливао у Туркестан него што је то до сада био случај, а њихово насељавање је надгледало посебно створено Одељење за миграције у Санкт Петербургу (Пересељенческоје Управљење). Ово је изазвало значајно незадовољство локалног туркменског становништва, јер су се појавили градови углавном насељени Русима, попут Ашхабада.
Најпознатији војни гувернер који је владао регионом из Ашхабада вероватно је био генерал Алексеј Куропаткин, чије су ауторитарне методе и лични стил управљања отежали контролу над покрајином и довели до побуне 1916. године. Последично, администрација Транскаспије постала је синоним за корупцију и бруталност унутар руског Туркестана, пошто су руски администратори своје области претварали у ситне феудалне поседе и изнуђивали новац од локалног становништва. Године 1908. гроф Константин Константинович Пахлен је предводио реформску комисију у Туркестану која је направила монументални извештај у којем су детаљно описане ове злоупотребе власти, административна корупција и неефикасност.

## Совјетски период
Након Октобарске револуције 1917. у Русији, Ашхабад је постао база за антибољшевичке контрареволуционаре, који су се убрзо нашли на удару Ташкентског Совјета. Комунисти су успели да преузму контролу над Ашхабадом у лето 1918, формирајући Совјет. Као одговор, Џунејд Кан и снаге лојалне царској влади удружиле су се да протерају комунисте. У јулу 1919. ови антикомунистички савезници су успоставили независну државу Транскаспију. Мале британске снаге, предвођене генералом Вилфридом Малесоном, из Мешеда (Персија) су окупирале Ашхабад и делове јужног Туркменистана до 1919. Наводно су британске снаге или њихови транскаспијски савезници убили 26 бакуских комесара. Регион је био један од последњих центара отпора Басмачија бољшевичкој власти, а последњи од побуњених Туркомана побегали су преко границе у Авганистан и Иран 1922–1923. године.
Туркестанска Аутономна Совјетска Социјалистичка Република је распуштена 27. октобра 1924. године. У складу са декретом Централног извршног комитета СССР-а и Туркменске ССР, постала је једна од република Совјетског Савеза. У то време су формиране модерне границе Туркменистана. Туркменска влада је преименовала Ашхабад у Полторацк по локалном револуционару, међутим име „Ашхабад“ је враћено 1927. године. У фебруару 1925. Комунистичка партија Туркменистана је одржала свој први конгрес у Ашхабаду. Од овог периода па надаље град је доживео брзи раст и индустријализацију, иако је био озбиљно поремећен земљотресом у Ашхабаду у октобру 1948. године. Са процењеном магнитудом површинског таласа од 7,3, земљотрес је убио 10.000–110.000 људи. Према другим локалним изворима, страдало је две трећине становништва од 176.000 становника.
Педесетих година прошлог века изграђен је Каракумски канал дуг 1.375 километара. Исушивањем реке Аму Дарја омогућио је отварање огромних површина за производњу памука. Такође је у великој мери смањио доток воде у Аралско језеро, што је резултовало еколошком катастрофом.
Туркменистан није био међу економски најразвијенијим совјетским републикама, са претежно аграрном економијом. Ово је упркос истраживању и експлоатацији огромних ресурса нафте и гаса – откриће гасног поља Давлетабад од 62 трилиона кубних стопа 1960-их постало је највеће налазиште гасног поља на свету ван Русије и Блиског истока.
Велики део инфраструктуре Туркменистана изграђен је током совјетског периода, као што су нови градови, институције, зграде, путеви, електране, болнице, школе и фабрике.

## Република Туркменистан (након 1991)

### Епоха Туркменбашија
Туркменистан је постао независан 27. октобра 1991. године, усред распада Совјетског Савеза. Бивши шеф Комунистичке партије Туркменистана у време стицања независности, Сапармурат Нијазов, изабран је за председника нове независне нације на изборима. На 25. Конгресу Комунистичке партије Туркменистана у јесен 1991. године, партија је одлучила да се распусти, процес који је настављен и 1992. године. Уместо ње организована је Туркменистанска демократска партија (ТДП), а 16. децембра 1991, Сапармурат Нијазов, који је изабран за председника Туркменистана у октобру 1990. године, потписао је декрет којим се бившим члановима КПТ званично додељује чланство у ТДП.
Ауторитарни Нијазов, који је преузео титулу „Туркменбашија”, односно „Вође свих Туркмена”, оптужен је за развој тоталитарног култа личности. Његов опус, Рухнама, постао је обавезна лектира у школама у Туркменистану, а месеци календара су преименовани по члановима његове породице. Опозиционе партије су забрањене у Туркменистану и влада контролише све изворе информација. У децембру 1999. године, устав Туркменистана је измењен како би Нијазов био доживотни председник.
Нијазов је био главни заговорник уставне неутралности Туркменистана. Према овој политици, Туркменистан не учествује ни у једном војном савезу и не доприноси посматрачким снагама Уједињених нација. То је у ствари значило унутрашњу изолацију Туркменистана од светске политике.
Нијазов је признао туркменистанској јавности да има срчану болест у новембру 2006. године. Дана 21. децембра 2006. Нијазов је неочекивано умро, не остављајући очигледног наследника и нејасну линију наследства. Бивши заменик премијера за који се прича да је ванбрачни Нијазов син, Гурбангули Бердимухамедов, постао је вршилац дужности председника. Према уставу, председавајући Народног већа, Овезгелди Атајев, требало је да наследи ту функцију. Атајев је оптужен за злочине и смењен са функције.

### Након 2006.
Након свог избора, Бердимухамедов је кренуо да смањи спољну изолацију и преокренуо неке од Нијазовљевих егоцентричнијих и штетнијих политика. У Ашхабаду су отворени интернет кафеи са бесплатним и нецензурисаним приступом интернету, обавезно образовање је продужено са девет на десет година, а настава из спорта и страних језика поново је уведена у наставни план и програм, а влада је најавила планове за отварање неколико специјализованих школа за уметност. Председник Бердимухамедов је позвао на реформу образовања, здравствене заштите и пензионог система, а владини званичници нетуркменског етничког порекла које је Нијазов отпустио вратили су се на посао.
Председник Бердимухамедов је почео да смањује култ личности око Нијазова и функције председника. Позвао је да се окончају разрађена музичка и плесна такмичења која су дочекивала председника било где по његовом доласку, и рекао да је туркменска „света заклетва“, у којој се наводи да говорник треба да се смежура ако икада буде говорио лоше о Туркменистану или његовог председника, не треба рецитовати више пута дневно, већ резервисати за „посебне прилике“. Раније су заклетву изговарали на почетку и на крају ТВ прилога, ученици на почетку школског дана и на почетку готово свих састанака било које званичне природе који су се одржавали у земљи.
Бердимухамедов је 19. марта 2007. поништио један од најнепопуларнијих Нијазовљевих указа враћајући пензије 100.000 старијих људи чије је пензије Нијазов смањио, суочен са неодређеном буџетском кризом.
20. марта, одлуком значајне симболичке тежине у текућем одбацивању Нијазовљевог култа личности, он је укинуо овлашћење председника да преименује било које знаменитости, институције или градове.
Године 2008. Бердимухамедов је обновио латиничне називе месеци и традиционалних персијских и турских дана у недељи (Нијазов их је преименовао по себи и својој мајци, између осталог), и најавио планове да премести злогласну ротирајућу златну статуу Нијазова са централног трга Ашхабада. Он, међутим, није кренуо ка демократији западног типа.
У септембру 2008. Народно веће је прихватило нови устав. Парламентарни избори по овом новом уставу одржани су 14. децембра 2008. године.
У децембру 2008. Бердимухамедов је најавио промене у државној химни, што је укључивало уклањање поновљених референци на бившег председника Нијазова. Нова верзија је требало да ступи на снагу 21. децембра, на другу годишњицу Нијазовљеве смрти.
У фебруару 2017, председник Гурбангули Бердимухамедов поново је изабран за трећи мандат, након што је добио 97,69 одсто свих гласова према званичним резултатима, након строго контролисаних и углавном церемонијалних избора. Наставио је да влада као ауторитарни моћник.
Сердар Бердимухамедов је 19. марта 2022. положио заклетву као нови председник Туркменистана који ће наследити свог оца. Проглашен је за победника председничких избора 12. марта.